# 鄒族射月傳說
鄒族射月傳說（鄒語：pnaa na hie no yoifo），是台灣鄒族流傳南島語族共有的一則神話，過去的鄒族因為苦於月亮的光熱，於是將其射傷。

## 內容
過去天空很低，而且月亮的光熱還比太陽更強，祂們輪番升上天空，炎熱的天氣和日夜不分的日子不僅讓鄒族人生活很痛苦，也難以交合，族群的生存陷入困境。這時，一位巫師（yoifo）認為這樣他們遲早會滅族，所以決定將月亮殺死。
他帶著弓箭，射中月亮的肚子，月亮的血滴到地上，把一部分山上的石頭染成紅色，而祂的光熱也頓時減少了許多。被射中的月亮和太陽一起躲起來，讓大地好一段時間沒有照明，人們只能升火，到最後樹木都被砍完了，就連家屋也拆來燒，讓大家都相當煩惱。直到有一天，太陽終於開始從東邊升起，雖然很快又躲回東方的地平線下，但隨著時間流逝，祂和月亮逐漸拉長現身的時間，最後終於恢復原本的日夜，而月亮也因為被射傷，一個月中只有一小段時間能展現祂原本的樣貌（滿月）。從此之後，族人的生活就舒適多了。

## 其他版本
類似的情節也有出現在鄒族主神之一：哈莫的舉天神話中。